# Resolució 350 del Consell de Seguretat de les Nacions Unides
La Resolució 350 del Consell de Seguretat de les Nacions Unides, aprovada el 31 de maig de 1974, va establir la Força de les Nacions Unides d'Observació de la Separació per observar l'alto el foc entre Israel i la República Àrab Síria arran de la Guerra del Yom Kippur. La UNDOF es va establir inicialment per un període de sis mesos, però ha renovat el seu mandat mitjançant resolucions posteriors.
La resolució 350 va ser aprovada per 13 vots contra cap; la República Popular de la Xina i Iraq no participaren en la votació.